# Bronzetto nuragico

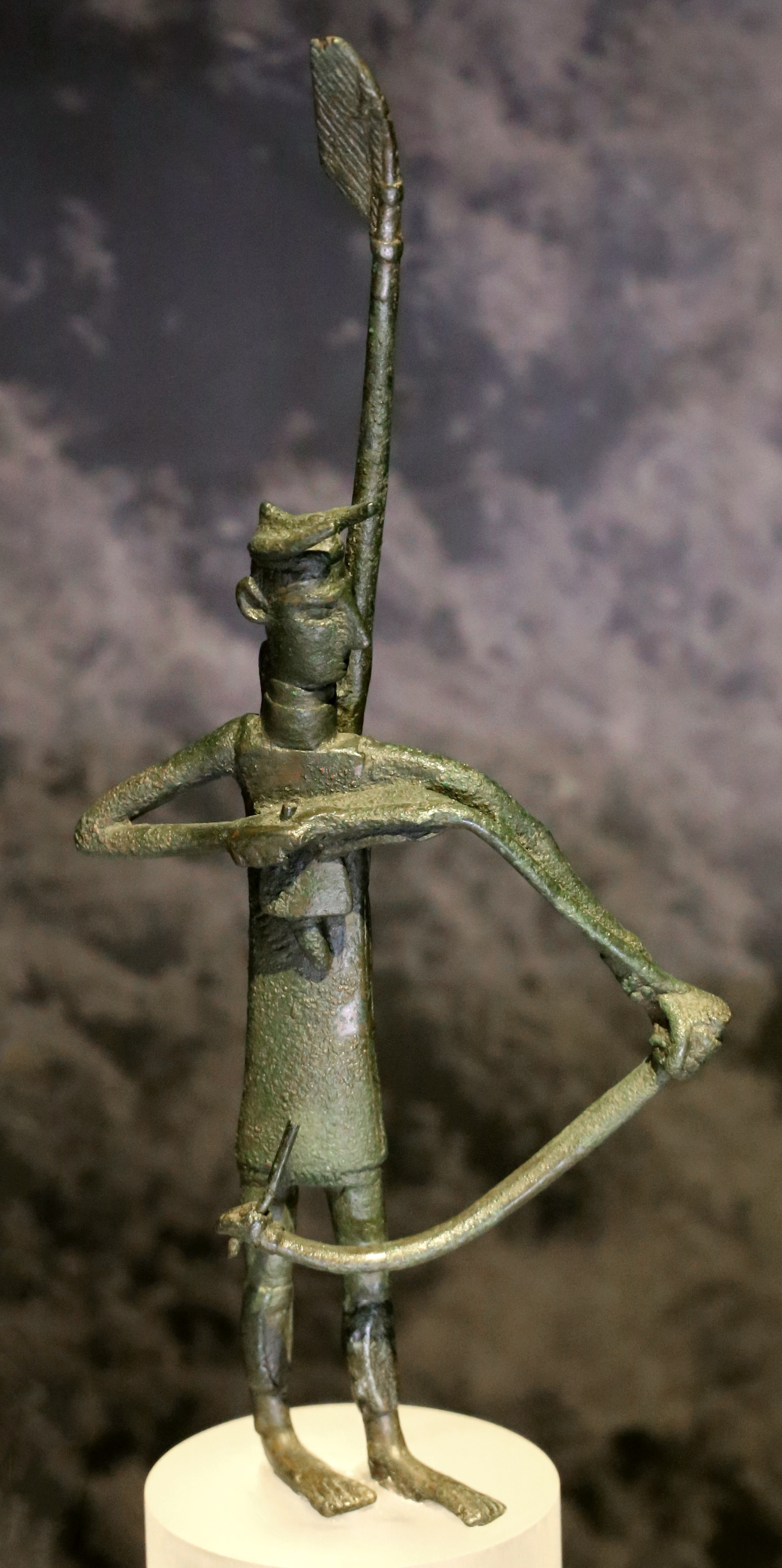
Bronzetto di arciere dal santuario nuragico di Abini-Teti (NU)

I bronzetti sardi o nuragici  (brunzitu sardu nuragicu o nuraghesu / nuraxesu in lingua sarda) sono statue miniaturistiche in bronzo tipiche della civiltà nuragica (Sardegna).
Furono realizzate tra la fase finale dell'età del bronzo e l'età del ferro e la loro funzione era quella di ex voto.

## Ritrovamenti

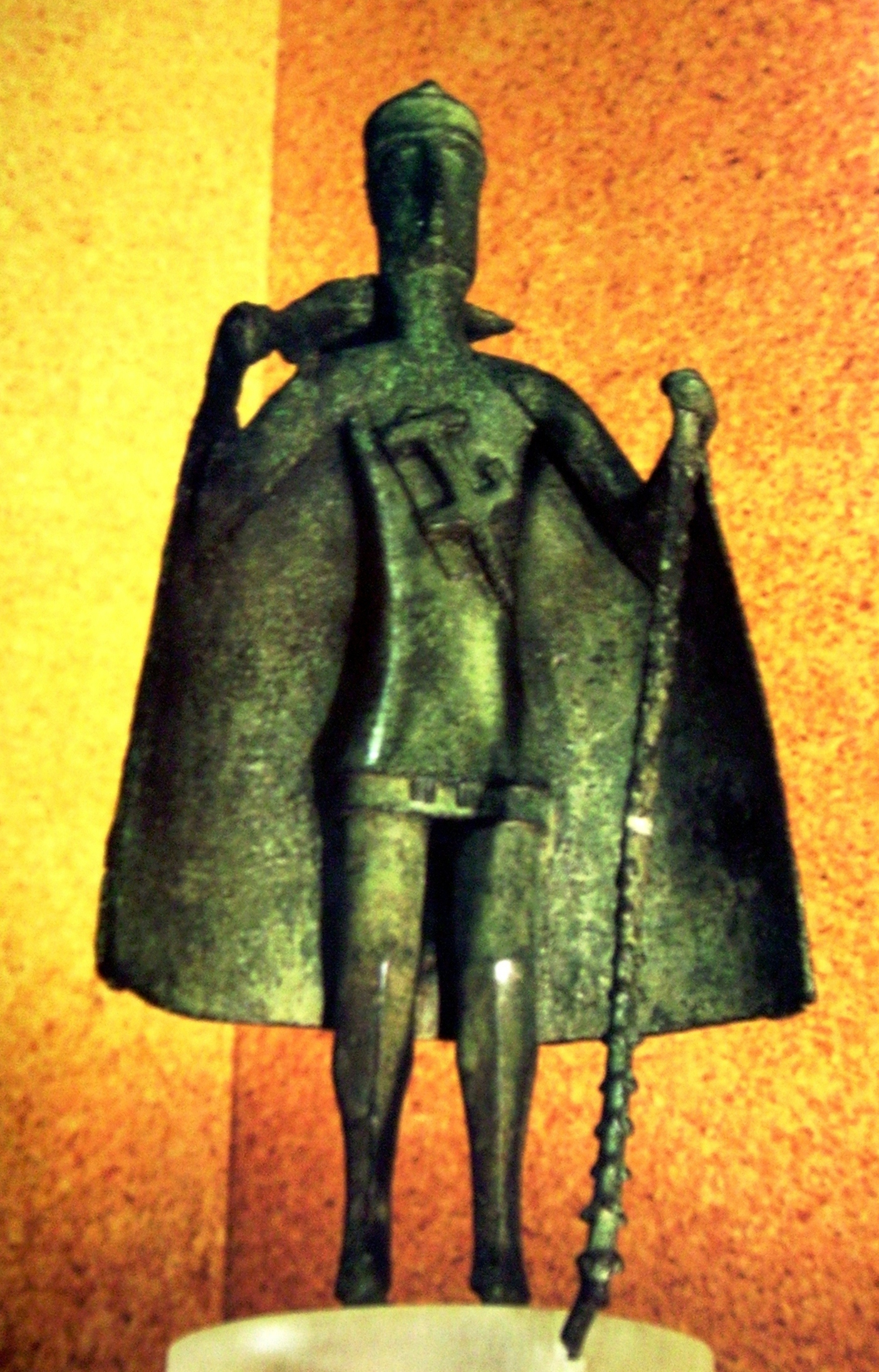
Bronzetto sardo da Uta, Museo archeologico nazionale di Cagliari

Durante gli scavi archeologici sono stati ritrovati più di cinquecento bronzetti, soprattutto presso i luoghi di sepoltura e di culto come tombe dei giganti, pozzi sacri e templi (megara) nonché nei villaggi e nei nuraghi. 

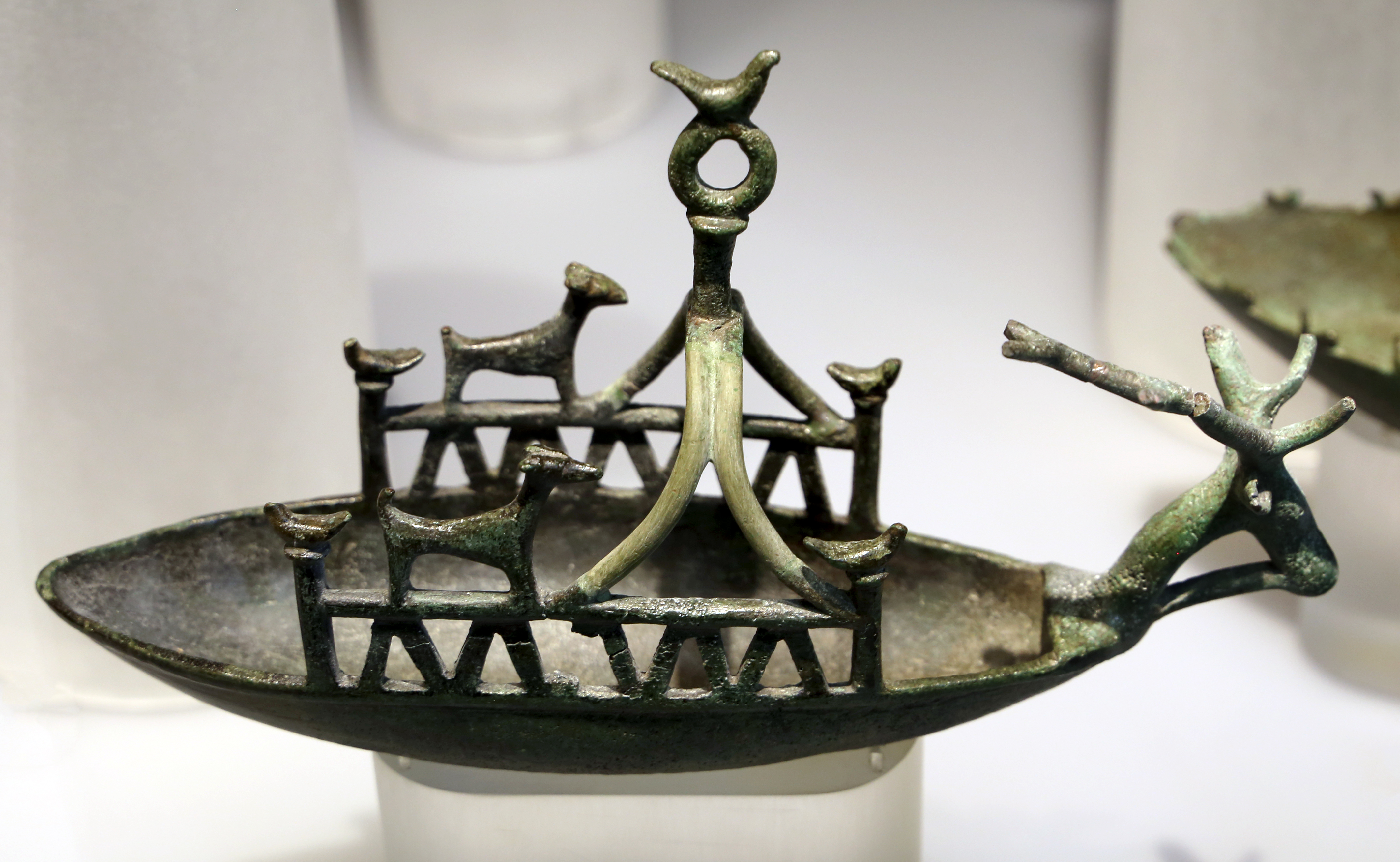
Navicella sarda da Bultei

Numerosi bronzetti sardi sono state scoperti anche in scavi effettuati nell'Italia centrale (Lazio settentrionale e Toscana), nelle tombe villanoviane del IX secolo a.C.

## Datazione
Si è pensato per lungo tempo che fossero state realizzate tra il IX secolo a.C. e il VI secolo a.C., ma alcuni ritrovamenti di frammenti risalenti al XIII secolo a.C., a Orroli e Ballao, hanno permesso di datare ad un'epoca anteriore la loro realizzazione.
L'archeologo Ralph A. Gonzalez data le statuette più antiche, come quelle in stile Uta, al periodo tra il XII e il VI secolo a.C.

## Tecnica di scultura

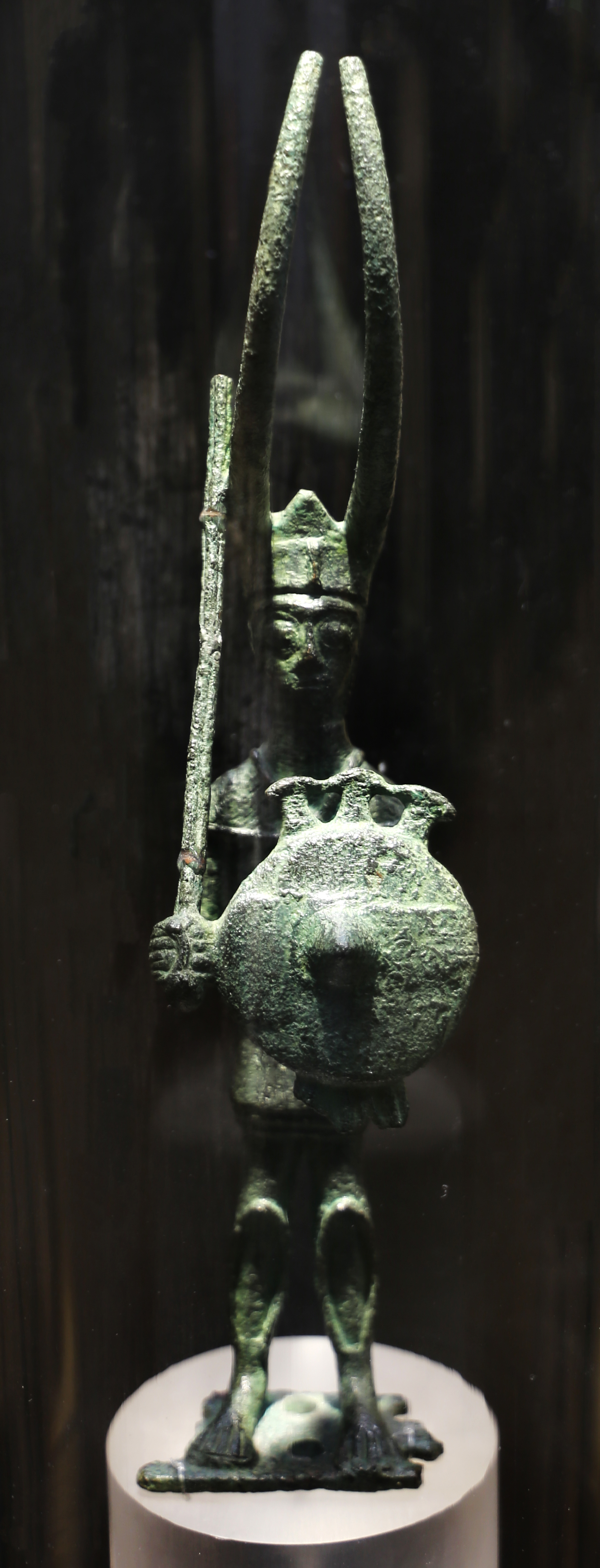
Guerriero con elmo cornuto, da Senorbì

Misuranti fino a 35-40 cm e ottenuti con la tecnica della cera persa, ritraggono persone di varie classi sociali, guerrieri, capi tribù, divinità, animali ma anche oggetti della vita quotidiana delle popolazioni protosarde come vasi, armi in miniatura e carri o modelli di nuraghe. I soggetti rappresentati sono altresì importanti anche per le implicazioni culturali che ne scaturiscono. Per esempio le rappresentazioni di cane col collare, carro a due ruote, vagonetto a quattro ruote con coperchio o l'arciere che cavalca in piedi.

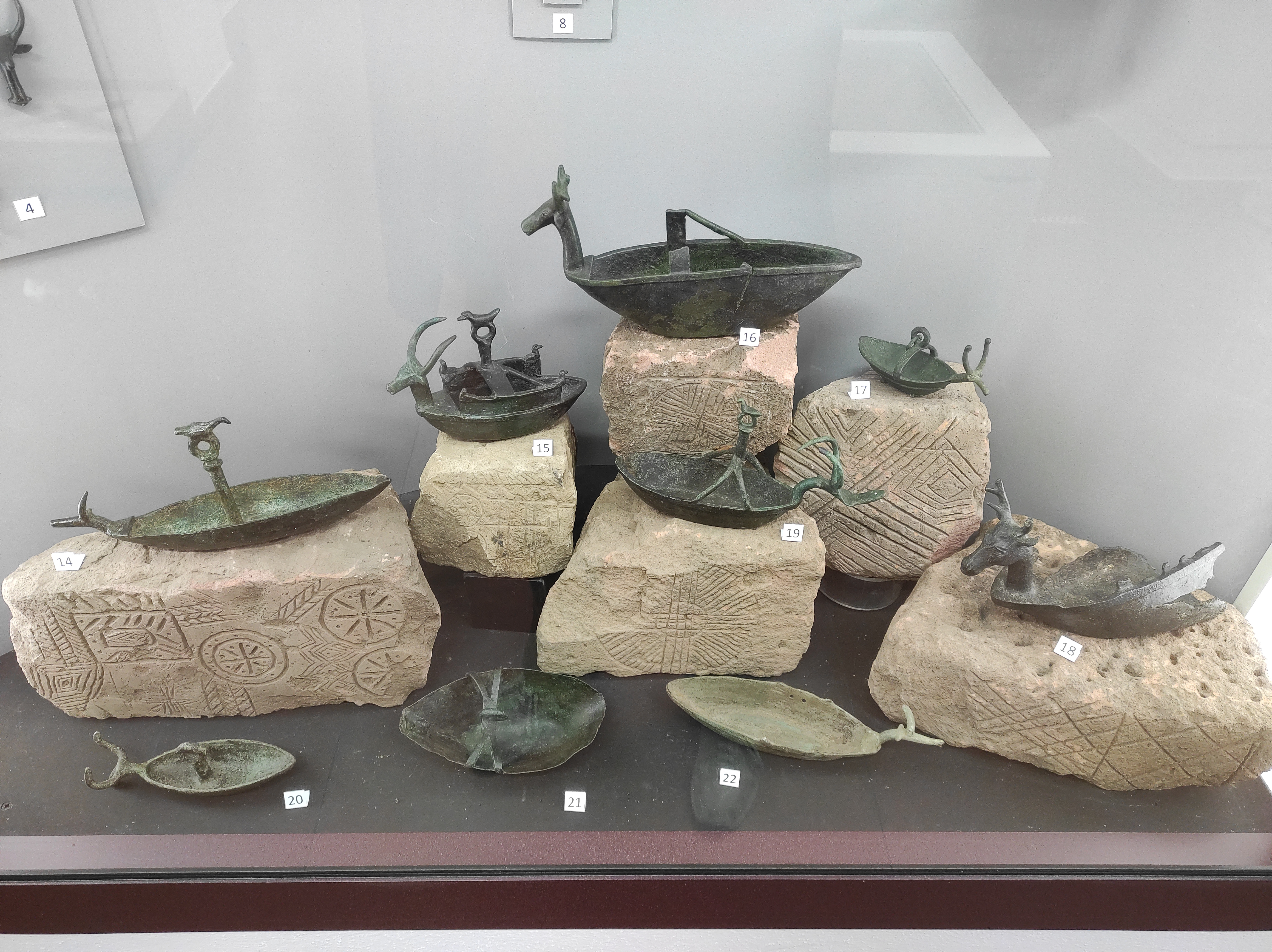
Navicelle, Museo archeologico di Nuoro

Tra le statuette spiccano per quantità e per raffinatezza le navi (cosiddette navicelle nuragiche), che formano il più grande numero di copie in scala di vere e proprie barche antiche, sia in confronto alle popolazioni della stessa epoca che degli altri periodi, a dimostrazione della grande familiarità delle popolazioni nuragiche con il mare e la navigazione.
Nelle varie sculture, secondo alcuni studiosi, si possono distinguere tre diversi stili:
- stile mediterraneo,
- stile Uta,
- stile Abini-Teti.

Non è ancora stato verificato se questi stili siano contemporanei fra loro o se si siano succeduti uno dopo l'altro nel tempo.

## Principali musei

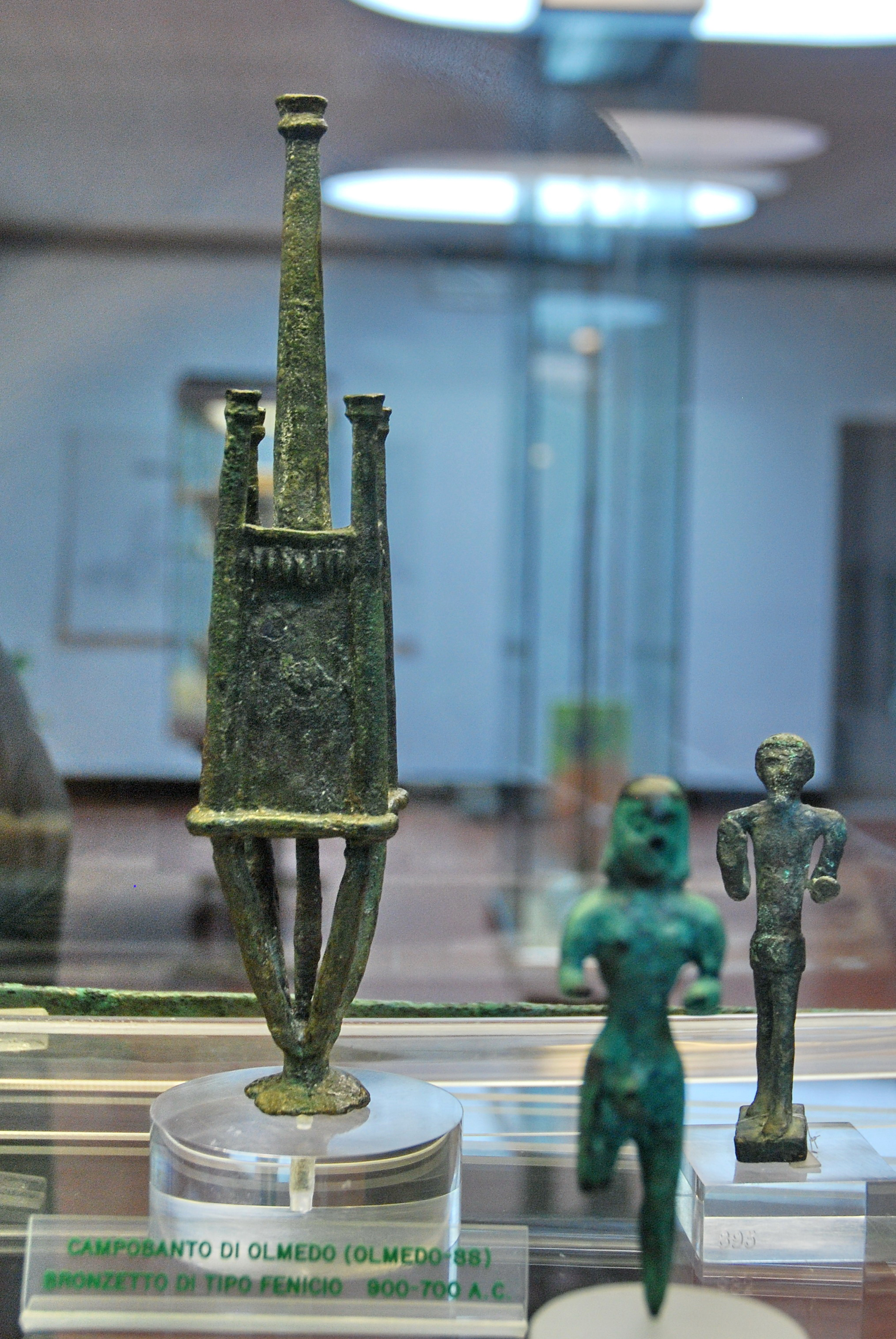
Bronzetti esposti al museo G.A. Sanna di Sassari

Le più belle collezioni si possono ammirare nel Museo archeologico nazionale di Cagliari, nel museo nazionale archeologico ed etnografico G. A. Sanna di Sassari, e nei musei di Nuoro e Oristano oltre che nei musei locali dove si trovano i principali siti archeologici dell'Isola.

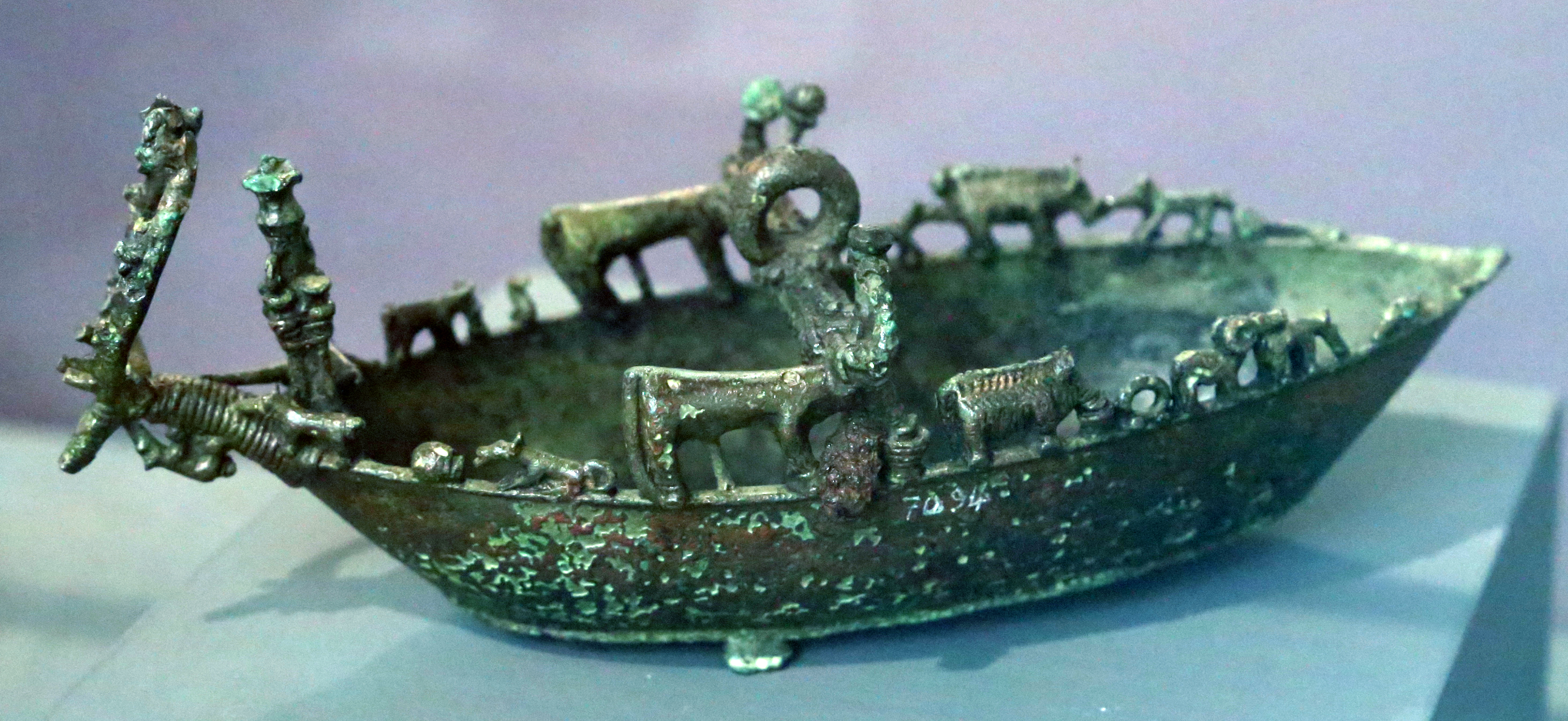
Navicella nuragica dalla tomba del duce di Vetulonia, museo archeologico nazionale di Firenze

Numerosi esemplari sono stati ceduti al tempo degli scavi a collezioni private e a musei italiani ed esteri e si trovano in città quali Torino, Roma (museo nazionale preistorico etnografico Luigi Pigorini, museo nazionale etrusco di Villa Giulia), Firenze, Crotone (museo archeologico nazionale di Crotone) Londra (British Museum), New York e Los Angeles (Getty Museum). Al momento non è stato ancora effettuato un censimento delle opere degli antichi sardi presenti nei musei esteri.
Diversi sono anche i casi di bronzi sardi messi all'asta da famose case come Sotheby's o Christie's.

## Galleria d'immagini

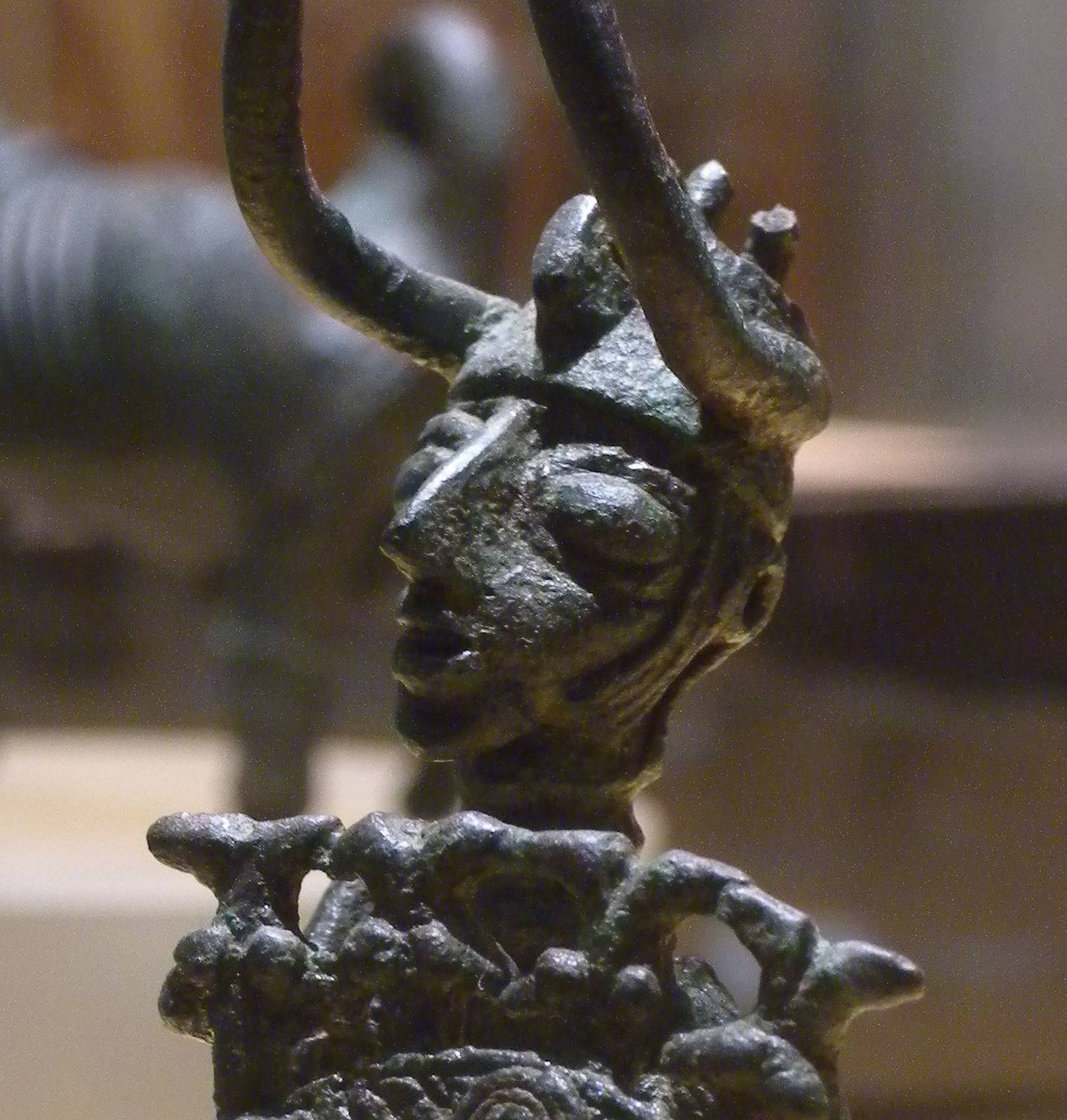
Bronzetto da Padria
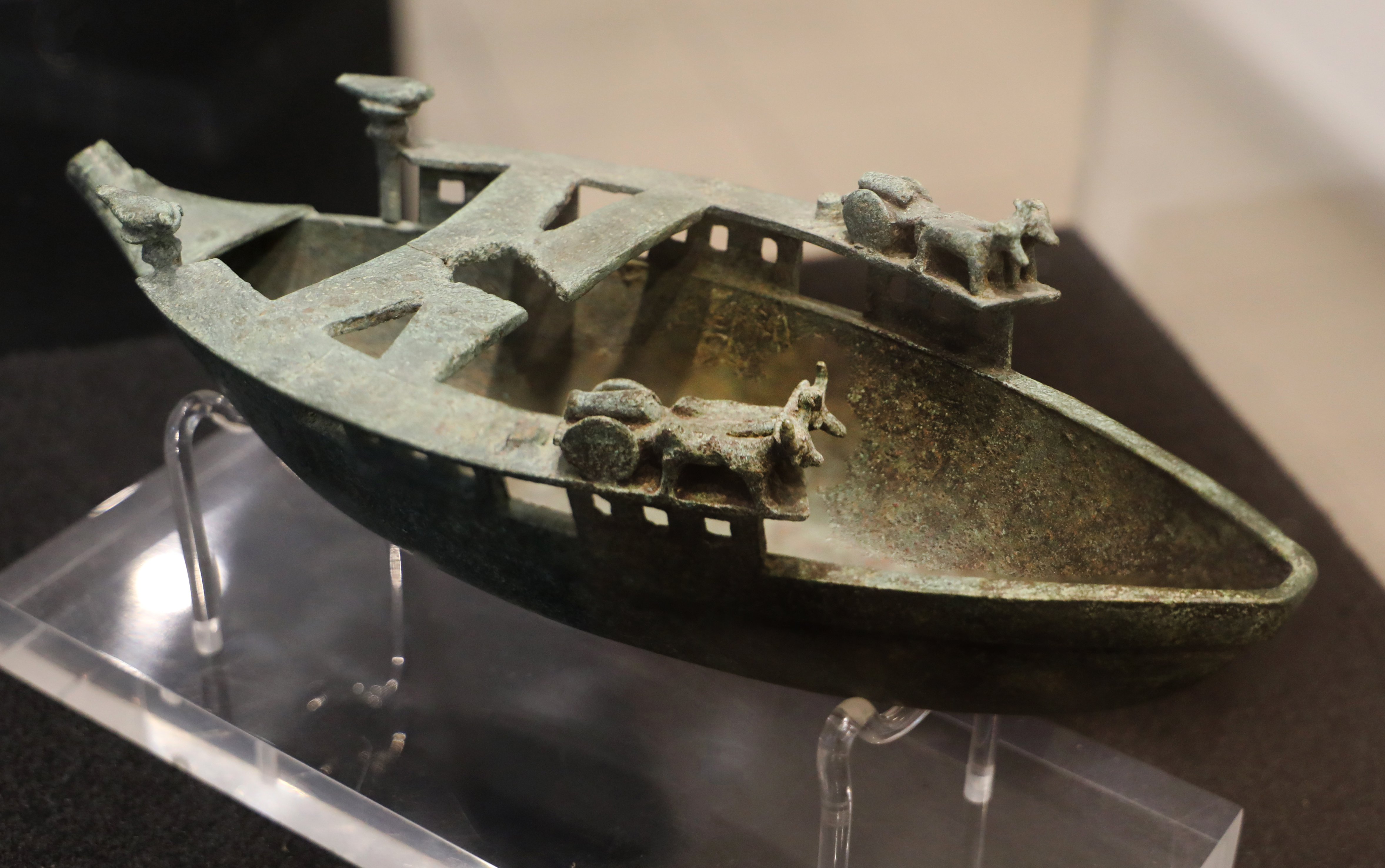
Navicella nuragica, 900-790 a.C. ca., dal santuario di Capocolonna a Crotone
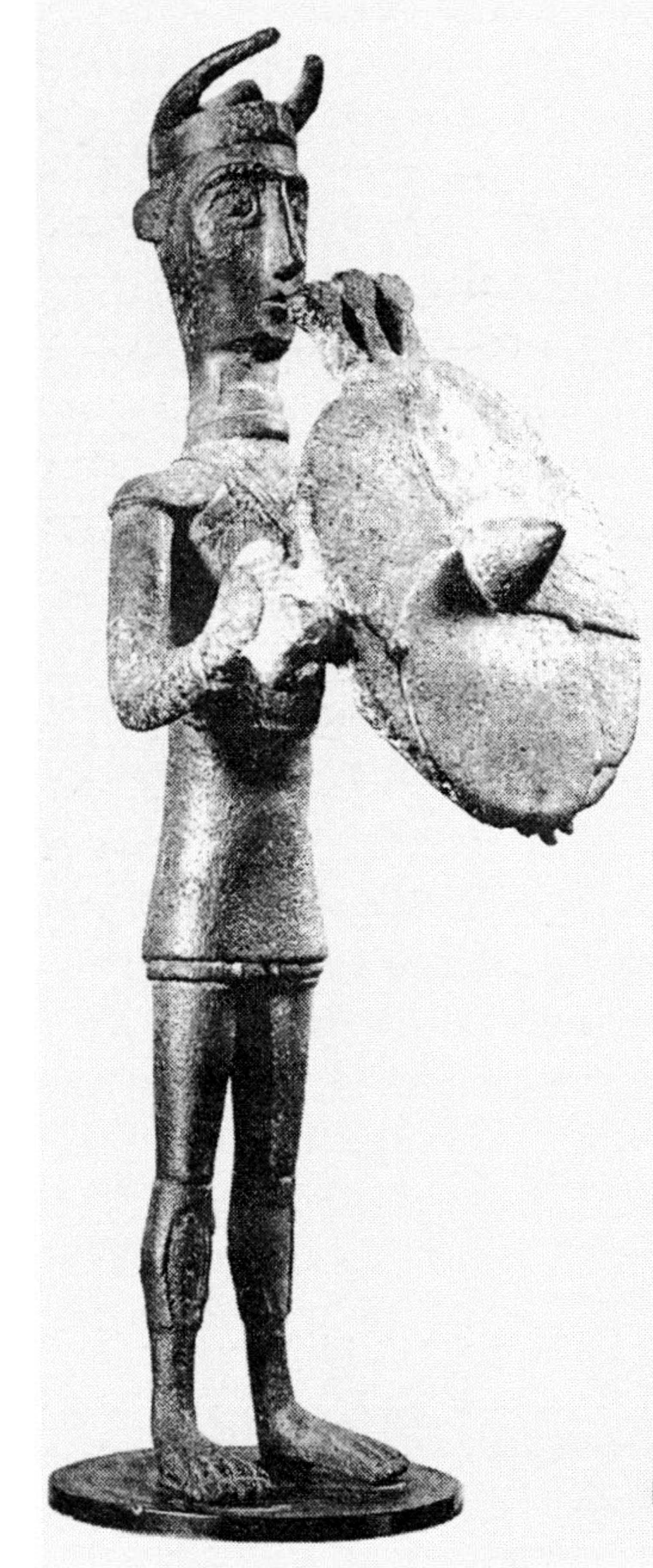
Bronzetto nuragico dal Sulcis, Museo nazionale preistorico etnografico Luigi Pigorini
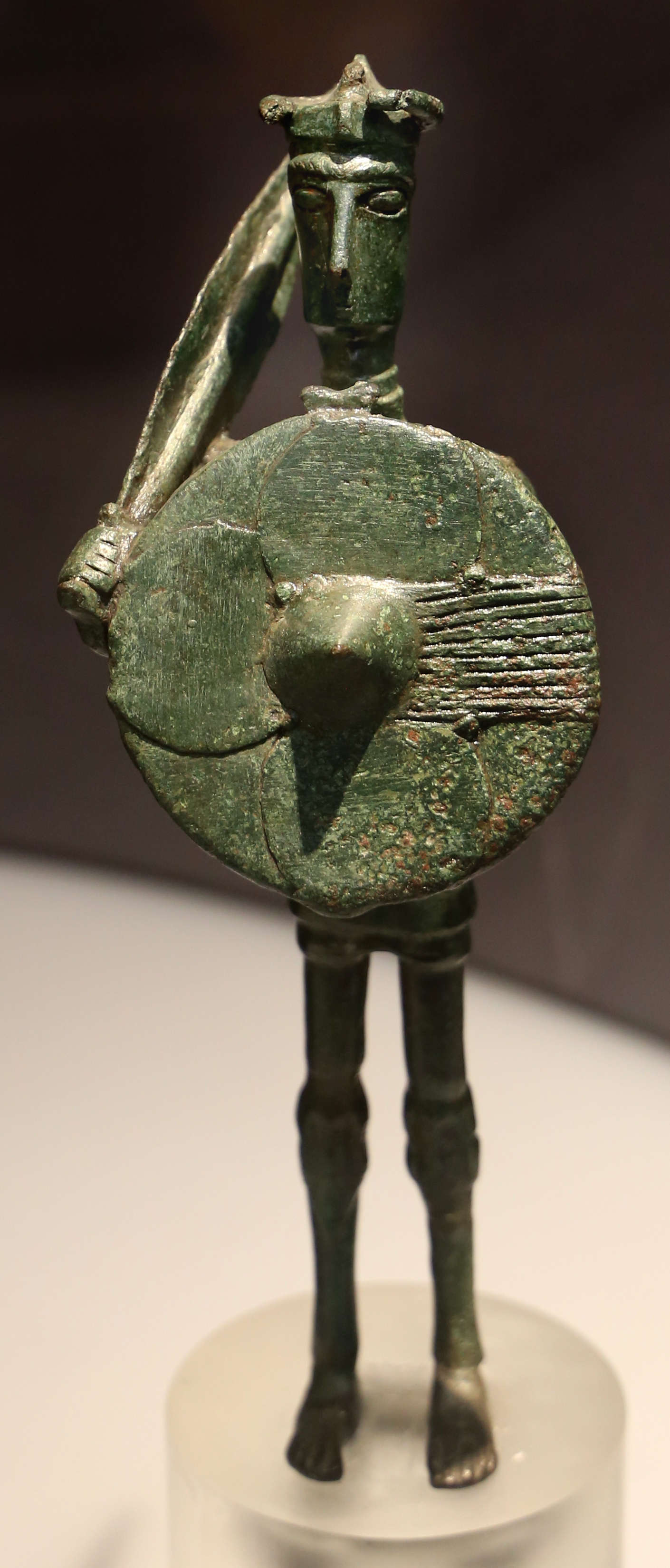
Bronzetto sardo, Museo archeologico nazionale di Cagliari
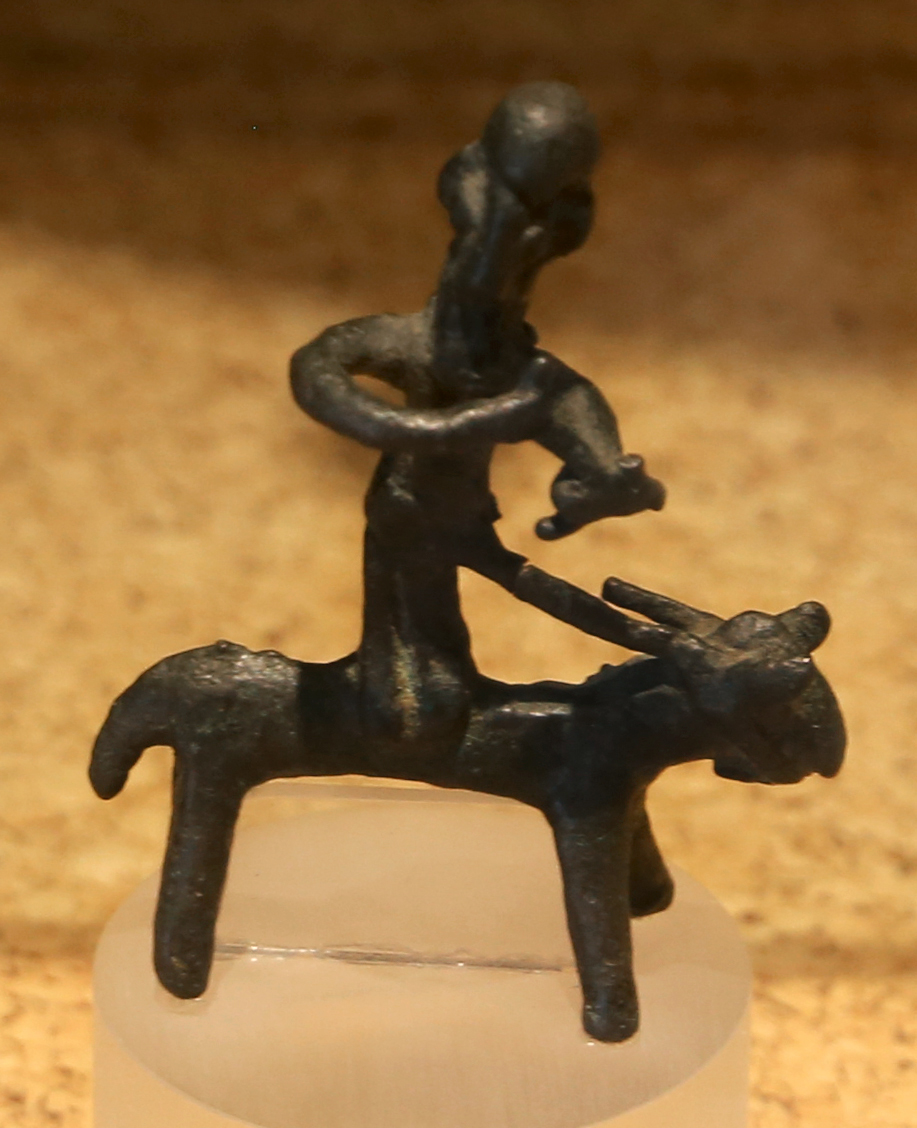
Bronzetto di arciere saettante in piedi sul dorso del cavallo proveniente dal Sulcis
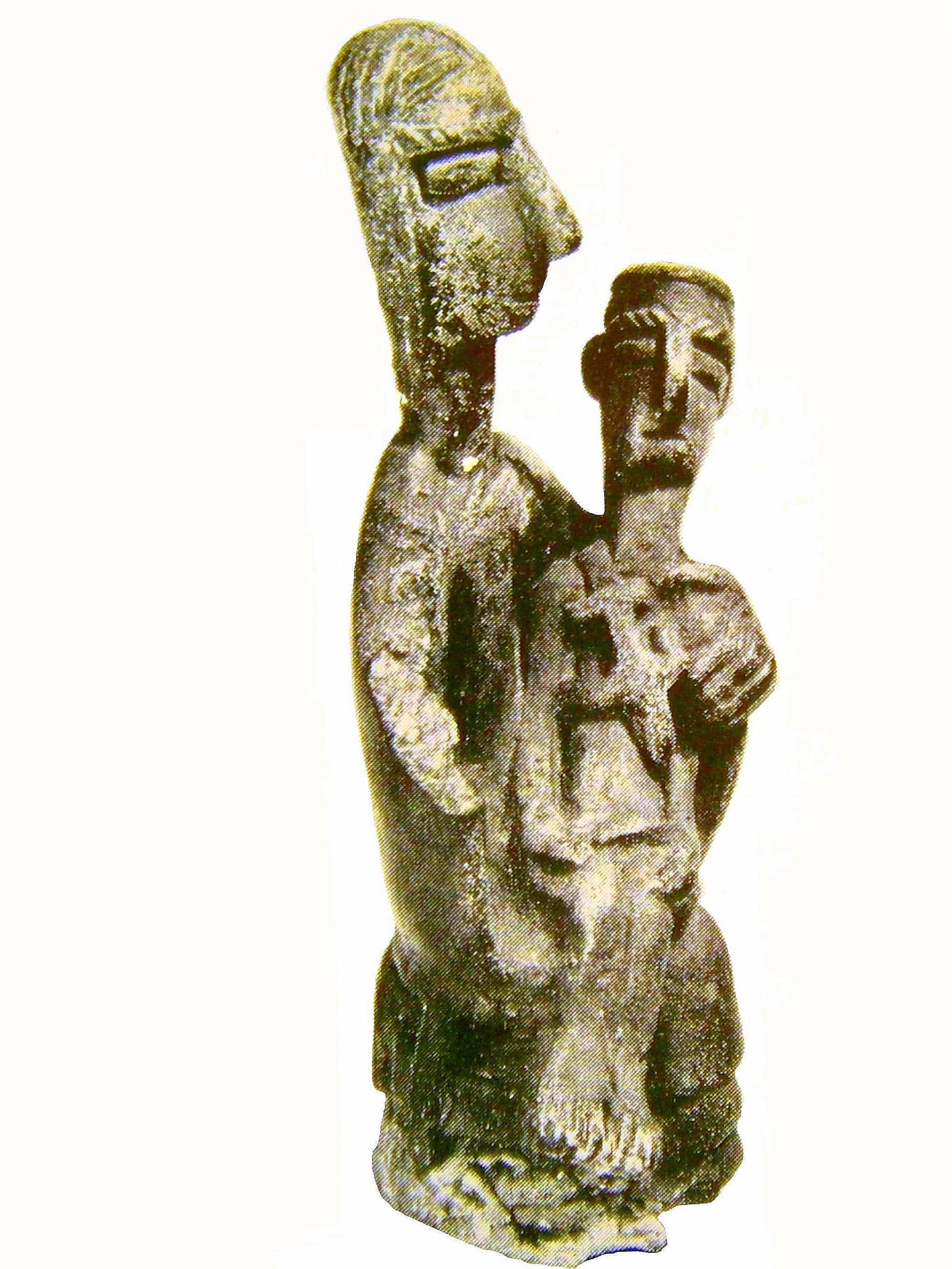
Bronzetto detto "la madre dell'ucciso" o "il canto della madre" rinvenuto ad Urzulei
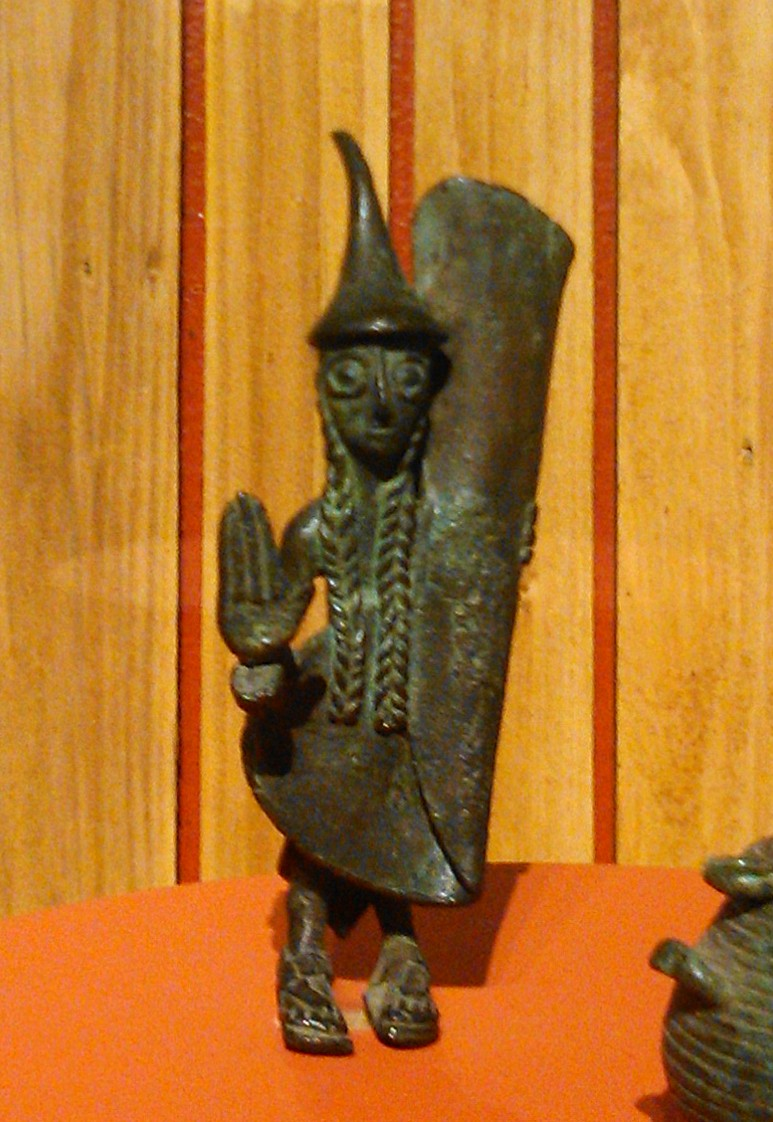
Bronzetto proveniente da Vulci.
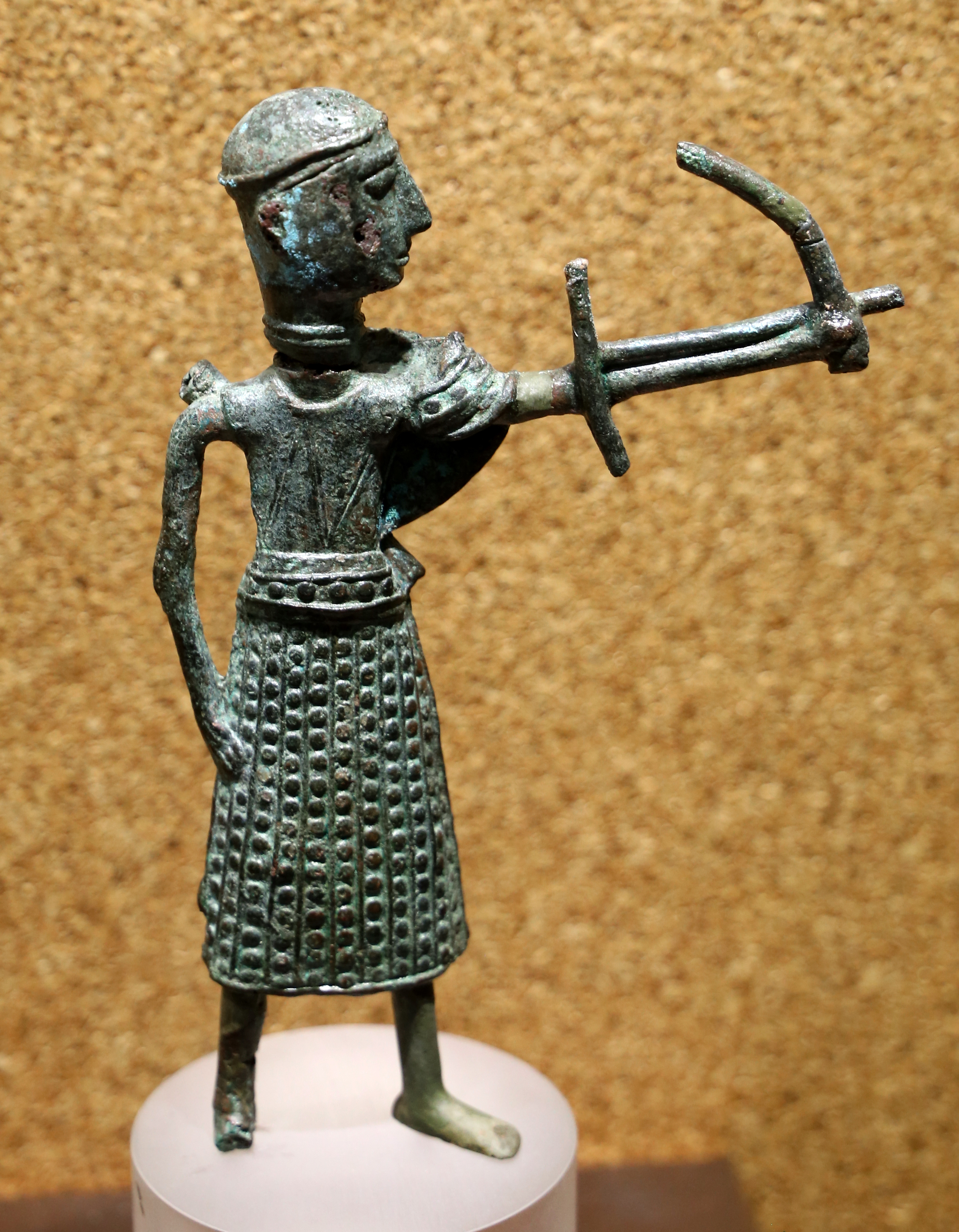
Bronzetto raffigurante un arciere con grembiule borchiato da Sardara
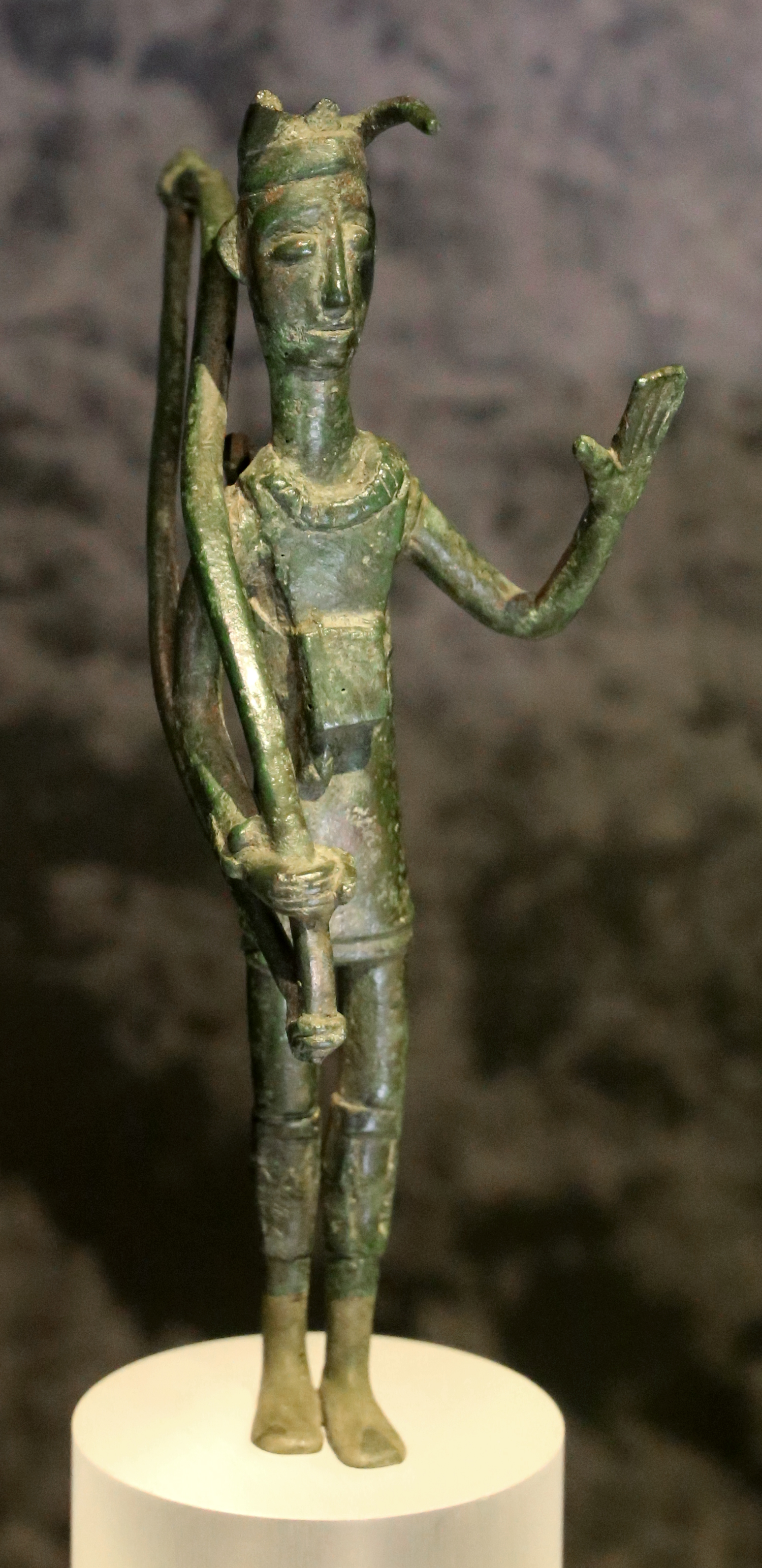
Bronzetto raffigurante un arciere
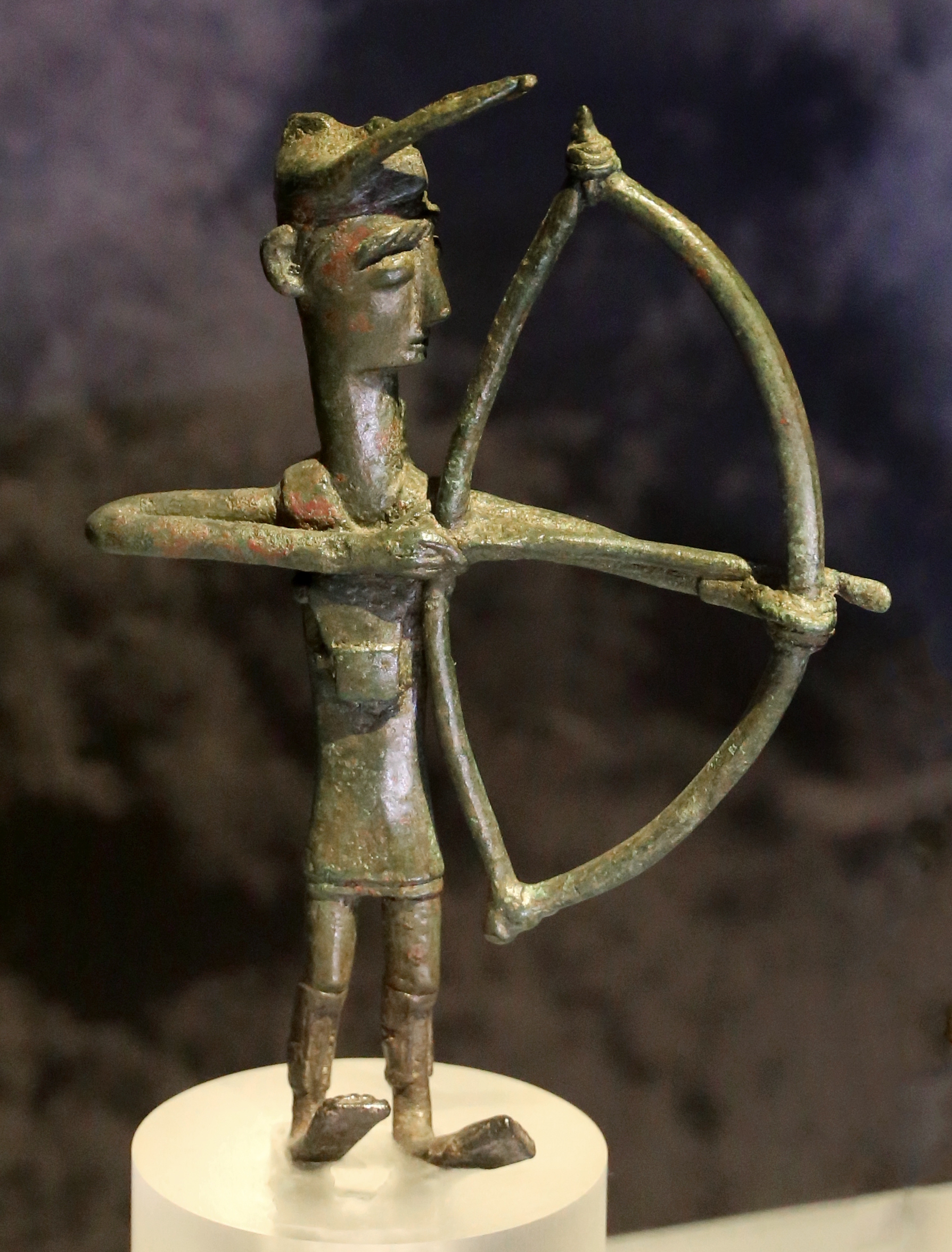
Bronzetto di arciere dal Santuario nuragico di Abini a Teti
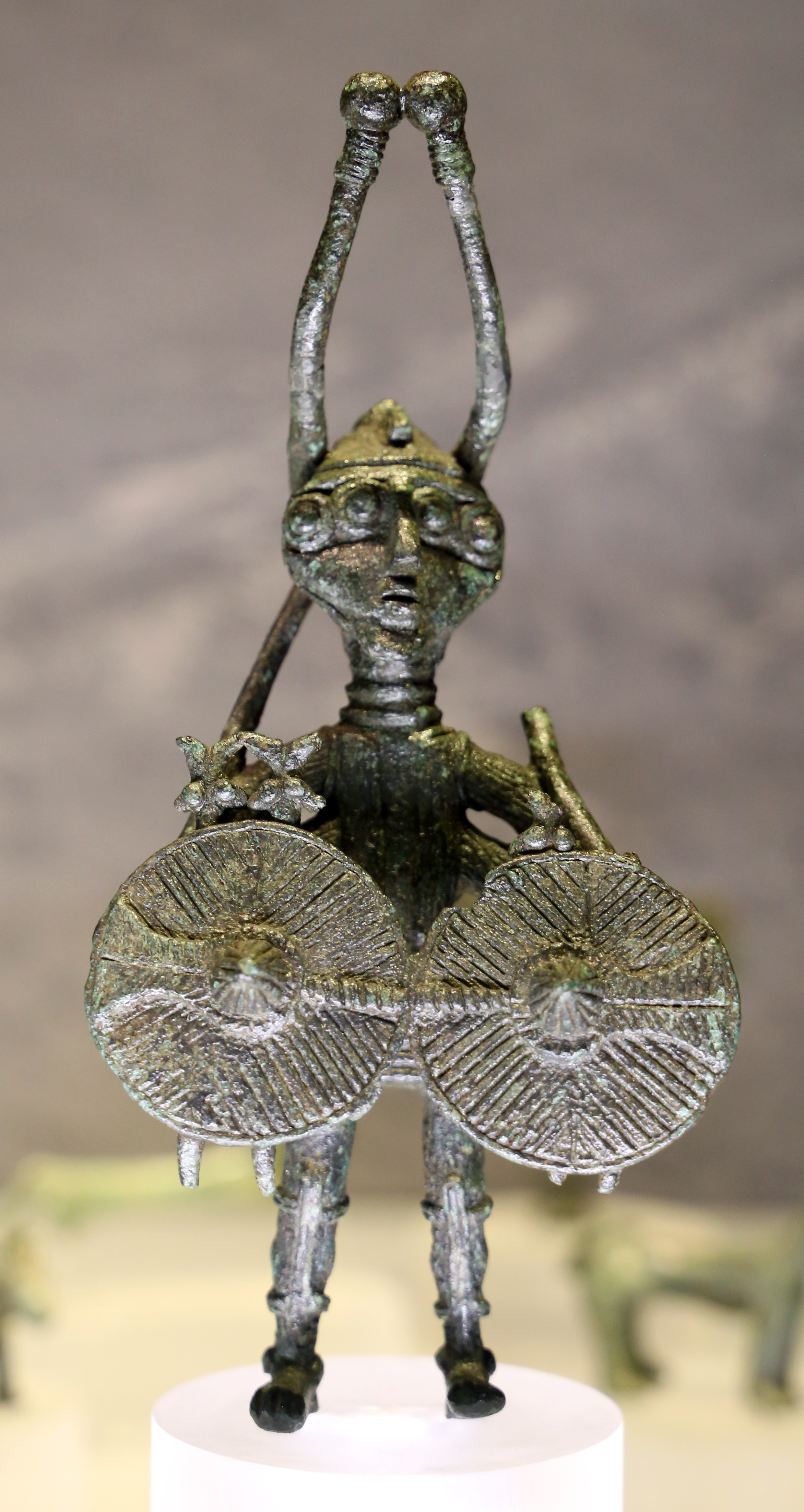
Eroe con quattro occhi e quattro braccia dal Santuario nuragico di Abini di Teti
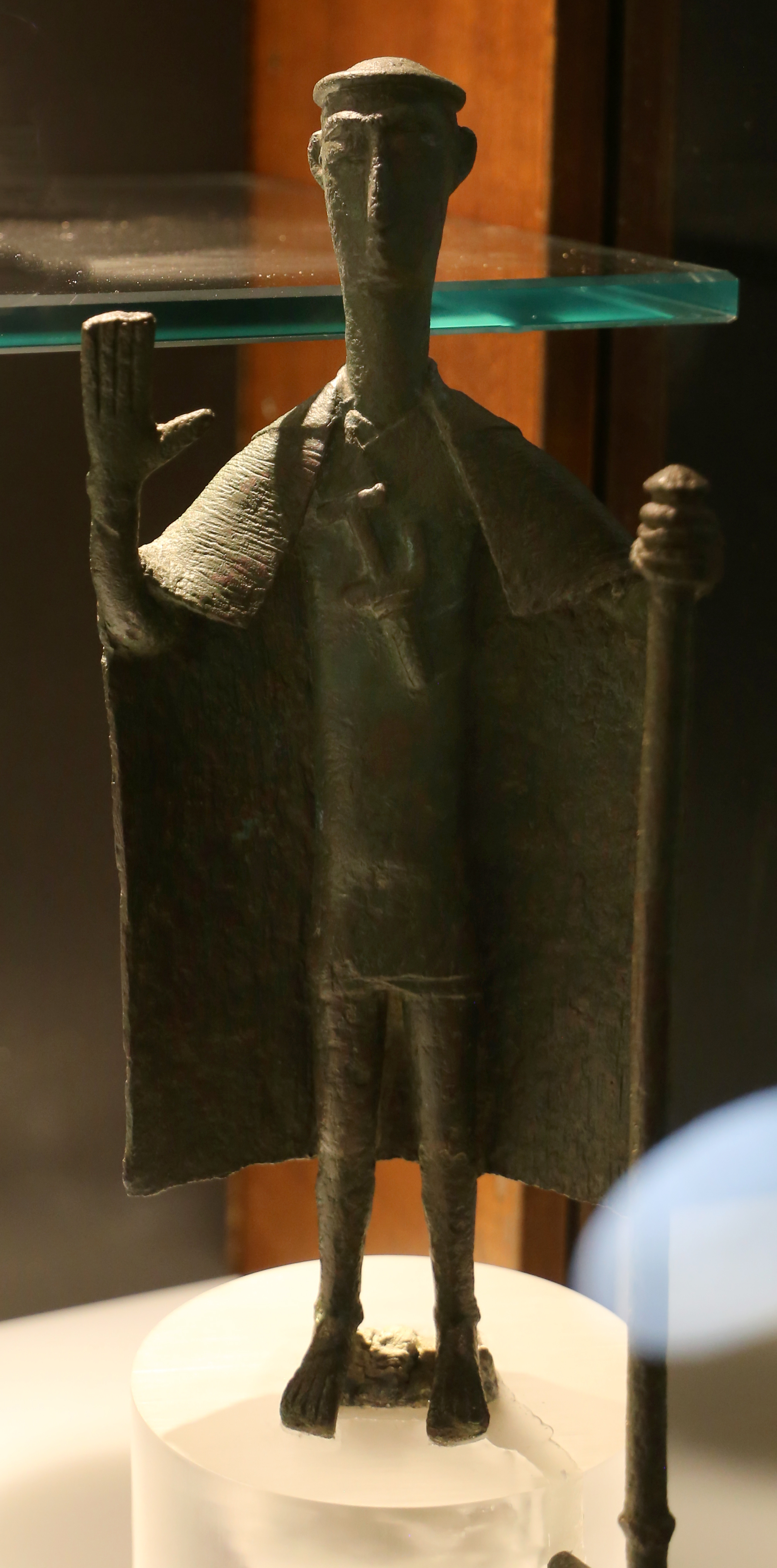
Capo tribù da Serri
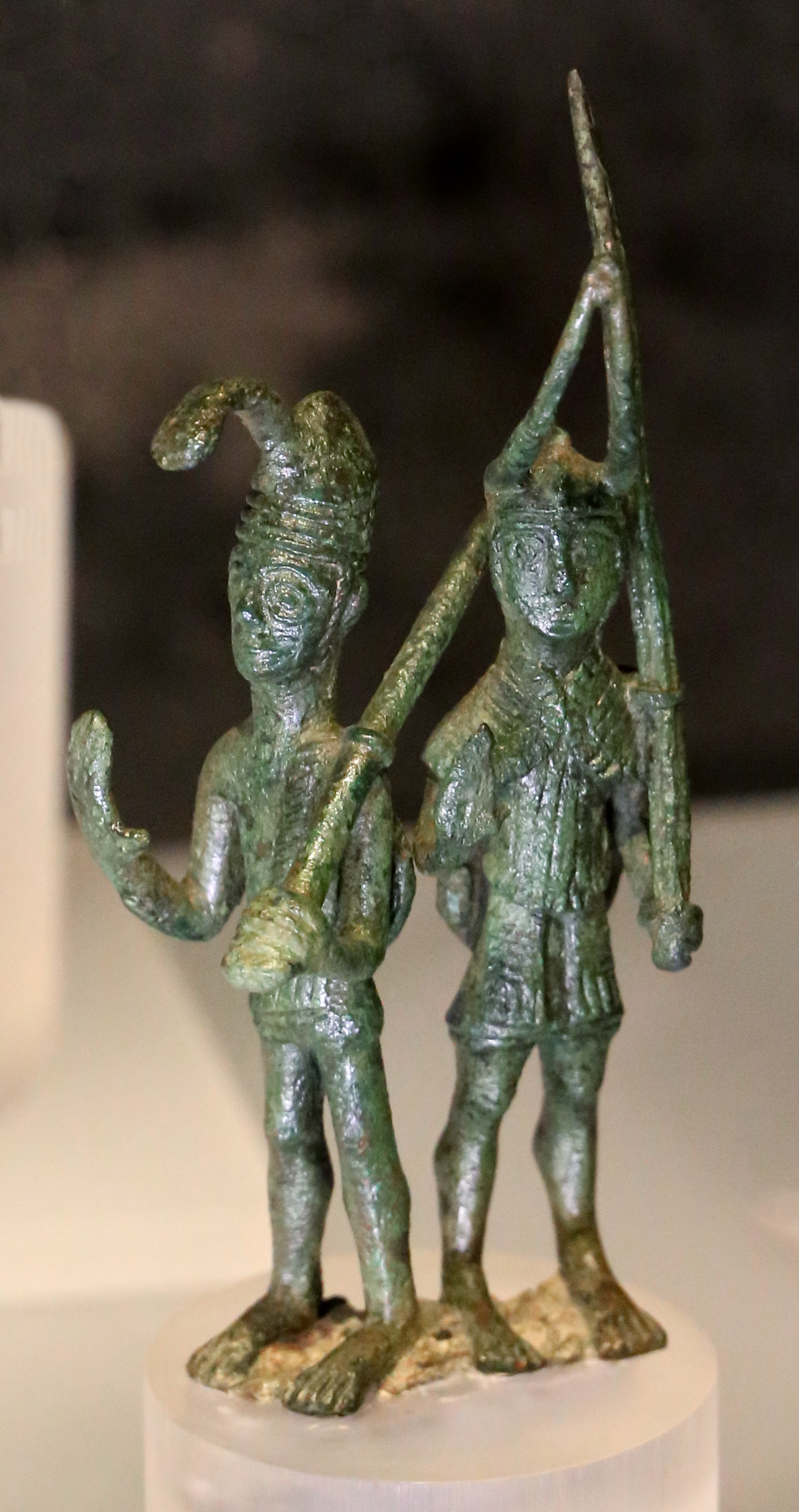
Coppia di soldati da Abini-Teti (NU)
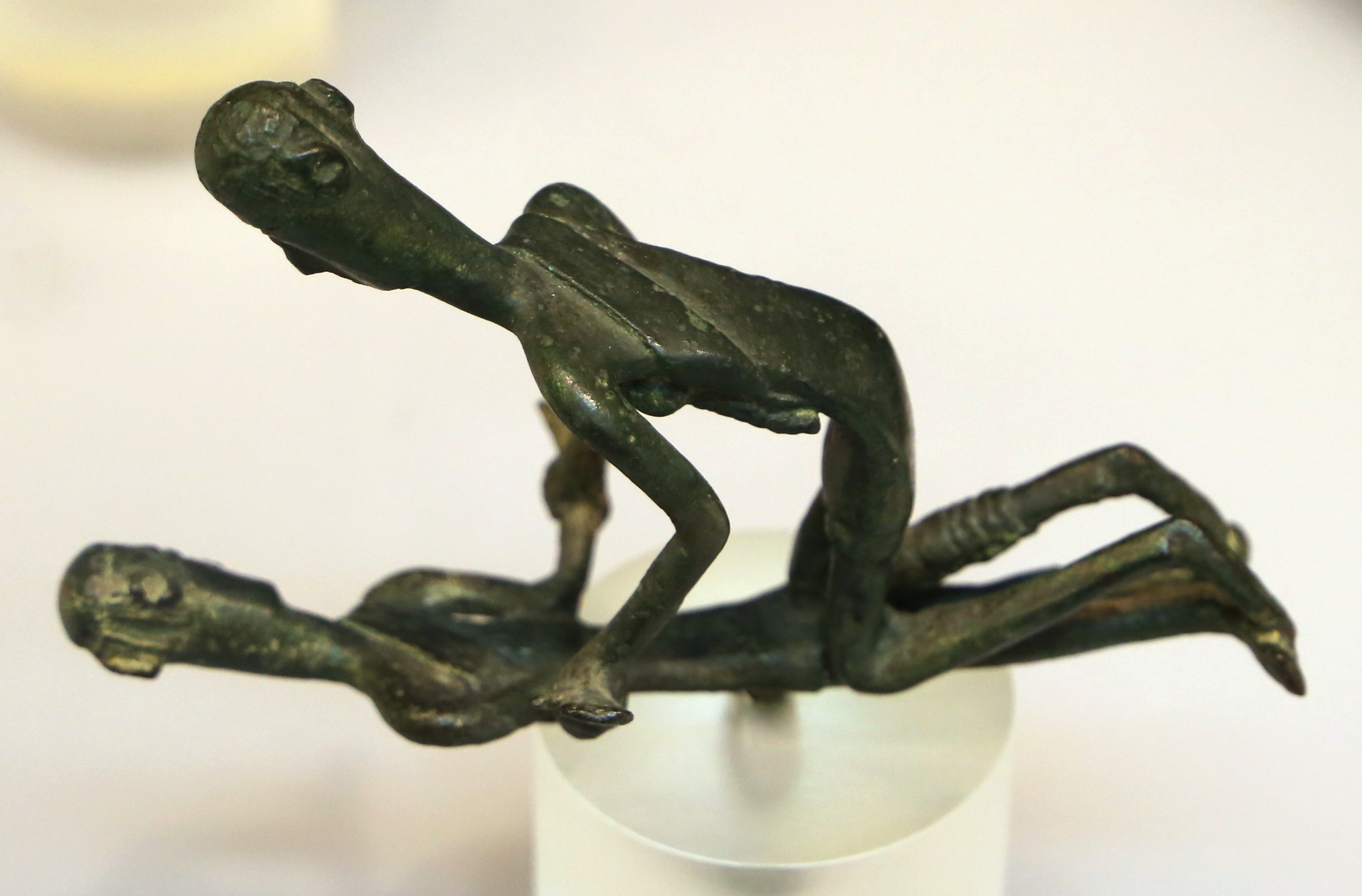
Lottatori